# Piotr Wawrzynek

Bischofswappen von Piotr Wawrzynek

Piotr Wawrzynek (* 25. April 1970 in Breslau) ist ein polnischer römisch-katholischer Geistlicher und Weihbischof in Liegnitz.

## Leben
Piotr Wawrzynek studierte Philosophie und Theologie am Priesterseminar in Breslau und empfing am 27. Mai 1995 das Sakrament der Priesterweihe für das Erzbistum Breslau.
Nach Tätigkeiten in der Pfarrseelsorge und weiteren Studien an der Päpstlichen Theologischen Fakultät Breslau erwarb er das Lizenziat in Theologie. Von 2003 bis 2010 war er Diözesanjugendseelsorger des Erzbistums Breslau. Anschließend war er erneut in der Pfarrseelsorge tätig, zuletzt ab 2021 als Pfarrer der Hedwigspfarrei in Breslau-Lissa und Dekan des Dekanats Breslau-West.
Papst Franziskus ernannte ihn am 4. März 2023 zum Titularbischof von Rusuccuru und zum Weihbischof in Liegnitz. Der Erzbischof von Breslau, Józef Piotr Kupny, spendete ihm am 15. April desselben Jahres in der Kathedrale von Liegnitz die Bischofsweihe. Mitkonsekratoren waren der Bischof von Liegnitz, Andrzej Siemieniewski, und der Erzbischof von Łódź, Grzegorz Ryś.